# Olympische Sommerspiele 2012/Kanu – Vierer-Kajak 1000 m (Männer)
Der Kanuwettbewerb im Vierer-Kajak 1000 Meter der Männer bei den Olympischen Spielen 2012 in London wurde am 7. und 9. August 2012 auf dem Dorney Lake ausgetragen. 40 Athleten nahmen teil. 
Der Wettbewerb begann mit zwei Vorläufen, bei denen sich die jeweiligen Gewinner direkt für das Finale qualifizierten. Die übrigen Kanuten erhielten eine weitere Chance im Halbfinale, in dem sich die ersten sechs Boote für das Finale qualifizierten, während die übrigen Boote ausschieden.

## Titelträger
| Olympiasieger | Raman Petruschenka / Aljaksej Abalmassau / Artur Litwintschuk / Wadsim Machneu | Peking 2008 |
| Weltmeister   | Norman Bröckl / Robert Gleinert / Max Hoff / Paul Mittelstedt                  | Szeged 2011 |

## Zeitplan
- Vorläufe: 7. August 2012, 09:30 Uhr (Ortszeit)
- Halbfinale: 7. August 2012, 11:01 Uhr (Ortszeit)
- Finale: 9. August 2012, 09:48 Uhr (Ortszeit)

## Vorläufe

### Lauf 1
| Platz | Kanute                                                                | Nation      | Zeit (min) |
| ----- | --------------------------------------------------------------------- | ----------- | ---------- |
| 1     | Peter Gelle / Martin Jankovec / Erik Vlček / Juraj Tarr               | Slowakei    | 2:55,173   |
| 2     | Marcus Groß / Norman Bröckl / Tim Wieskötter / Max Hoff               | Deutschland | 2:56,987   |
| 3     | Kim Wraae Knudsen / René Holten Poulsen / Emil Stær / Kasper Bleibach | Dänemark    | 3:05,134   |
| 4     | Traian Neagu / Toni Ioneticu / Ștefan Vasile / Ionel Gavrilă          | Rumänien    | 3:12,371   |
| 5     | Milenko Zorić / Ervin Holpert / Aleksandar Aleksić / Dejan Terzić     | Serbien     | 3:21,437   |

### Lauf 2
| Platz | Kanute                                                           | Nation              | Zeit (min) |
| ----- | ---------------------------------------------------------------- | ------------------- | ---------- |
| 1     | Zoltán Kammerer / Dávid Tóth / Tamás Kulifai / Dániel Pauman     | Ungarn              | 2:54,153   |
| 2     | Daniel Havel / Lukáš Trefil / Josef Dostál / Jan Štěrba          | Tschechien          | 2:54,267   |
| 3     | Tate Smith / David Smith / Murray Stewart / Jacob Clear          | Australien          | 2:59,789   |
| 4     | Ilja Medwedew / Anton Wassiljew / Anton Rjachow / Oleg Schestkow | Russland            | 3:04,781   |
| 5     | Zhang Hongpeng / Zhou Peng / Shen Jie / Huang Zhipeng            | Volksrepublik China | 3:14,234   |

## Halbfinale
| Platz | Kanute                                                                | Nation              | Zeit (min) |
| ----- | --------------------------------------------------------------------- | ------------------- | ---------- |
| 1     | Tate Smith / David Smith / Murray Stewart / Jacob Clear               | Australien          | 2:52,505   |
| 2     | Marcus Groß / Norman Bröckl / Tim Wieskötter / Max Hoff               | Deutschland         | 2:53,575   |
| 3     | Daniel Havel / Lukáš Trefil / Josef Dostál / Jan Štěrba               | Tschechien          | 2:53,984   |
| 4     | Ilja Medwedew / Anton Wassiljew / Anton Rjachow / Oleg Schestkow      | Russland            | 2:54,303   |
| 5     | Traian Neagu / Toni Ioneticu / Ștefan Vasile / Ionel Gavrilă          | Rumänien            | 2:55,027   |
| 6     | Kim Wraae Knudsen / René Holten Poulsen / Emil Stær / Kasper Bleibach | Dänemark            | 2:56,003   |
| 7     | Milenko Zorić / Ervin Holpert / Aleksandar Aleksić / Dejan Terzić     | Serbien             | 2:56,346   |
| 8     | Zhang Hongpeng / Zhou Peng / Shen Jie / Huang Zhipeng                 | Volksrepublik China | 3:00,315   |

## Finale
| Platz | Kanute                                                                | Nation      | Zeit (min) |
| ----- | --------------------------------------------------------------------- | ----------- | ---------- |
| 1     | Tate Smith / David Smith / Murray Stewart / Jacob Clear               | Australien  | 2:55,085   |
| 2     | Zoltán Kammerer / Dávid Tóth / Tamás Kulifai / Dániel Pauman          | Ungarn      | 2:55,699   |
| 3     | Daniel Havel / Lukáš Trefil / Josef Dostál / Jan Štěrba               | Tschechien  | 2:55,850   |
| 4     | Marcus Groß / Norman Bröckl / Tim Wieskötter / Max Hoff               | Deutschland | 2:56,172   |
| 5     | Kim Wraae Knudsen / René Holten Poulsen / Emil Stær / Kasper Bleibach | Dänemark    | 2:56,542   |
| 6     | Peter Gelle / Martin Jankovec / Erik Vlček / Juraj Tarr               | Slowakei    | 2:56,771   |
| 7     | Ilja Medwedew / Anton Wassiljew / Anton Rjachow / Oleg Schestkow      | Russland    | 2:57,375   |
| 8     | Traian Neagu / Toni Ioneticu / Ștefan Vasile / Ionel Gavrilă          | Rumänien    | 2:58,223   |